# Héberger Károly
Héberger Károly (Párizs, 1925. július 5. – Budapest, 1984. október 26.) gépészmérnök, könyvtáros, a Budapesti Műszaki Egyetem oktatója, 1963–84 között a Műegyetem Központi Könyvtárának (ma: BME-OMIKK) igazgatója.

## Életpályája
Párizsban született 1925-ben. 1944-ben a budapesti Magyar Királyi Állami Felső Ipariskolában szerzett technikusi oklevelet. Pályáját a Magyar Optikai Műveknél kezdte műszaki rajzolóként. A háború után felvételt nyert a Budapesti Műszaki Egyetem Gépészmérnöki Karára. 1951-ben szerzett mérnöki oklevelet.
1951-től a Budapesti Műszaki Egyetemen dolgozott, a levelező tagozat oktatási osztályát vezette. 1953-ban átkerült Oktatásügyi Minisztériumba, szakterülete az új műszaki egyetemek létesítése volt. Minisztériumi munkájával párhuzamosan 1955-től a Budapesti Műszaki Egyetem Gépgyártástechnológiai Tanszékén oktatott, adjunktusi státusban. adjunktusként. 1959-ben mérnök-közgazdász oklevelet, 1963-ban műszaki doktorátust szerzett. 
Társszerzőként közreműködött a Tanszék által 1957-61 között kiadott „Gépgyártástechnológia” és „Gépgyártástechnológiai példatár” című egyetemi jegyzetsorozatainak elkészítésében.
1963-ban kinevezték a Budapesti Műszaki Egyetem Központi Könyvtárának – a mai BME OMIKK – igazgatójává. Ebben a tisztségben dolgozott haláláig, 1984-ig. A könyvtári tájékoztatást a mérnökképzés és a mérnöki munka alapvetően fontos támogató háttérszolgáltatásának tekintette, sokat tett a könyvtári szolgáltatás fejlesztéséért. A könyvtár fejlesztéséért kifejtett munkásságáért 1978-ban megkapta a Szabó Ervin-emlékérmet. 1982-ben, a BME alapításának 200. évfordulója alkalmából kiadott, az egyetem történetét tárgyaló könyv megírásában is részt vett. Szerkesztőbizottsági tagja volt a Felsőoktatási Szemle és a Technikatörténeti Szemle műszaki szakfolyóiratoknak.
Fia ifj. dr. Héberger Károly okl. vegyészmérnök (*1953).

## Munkássága

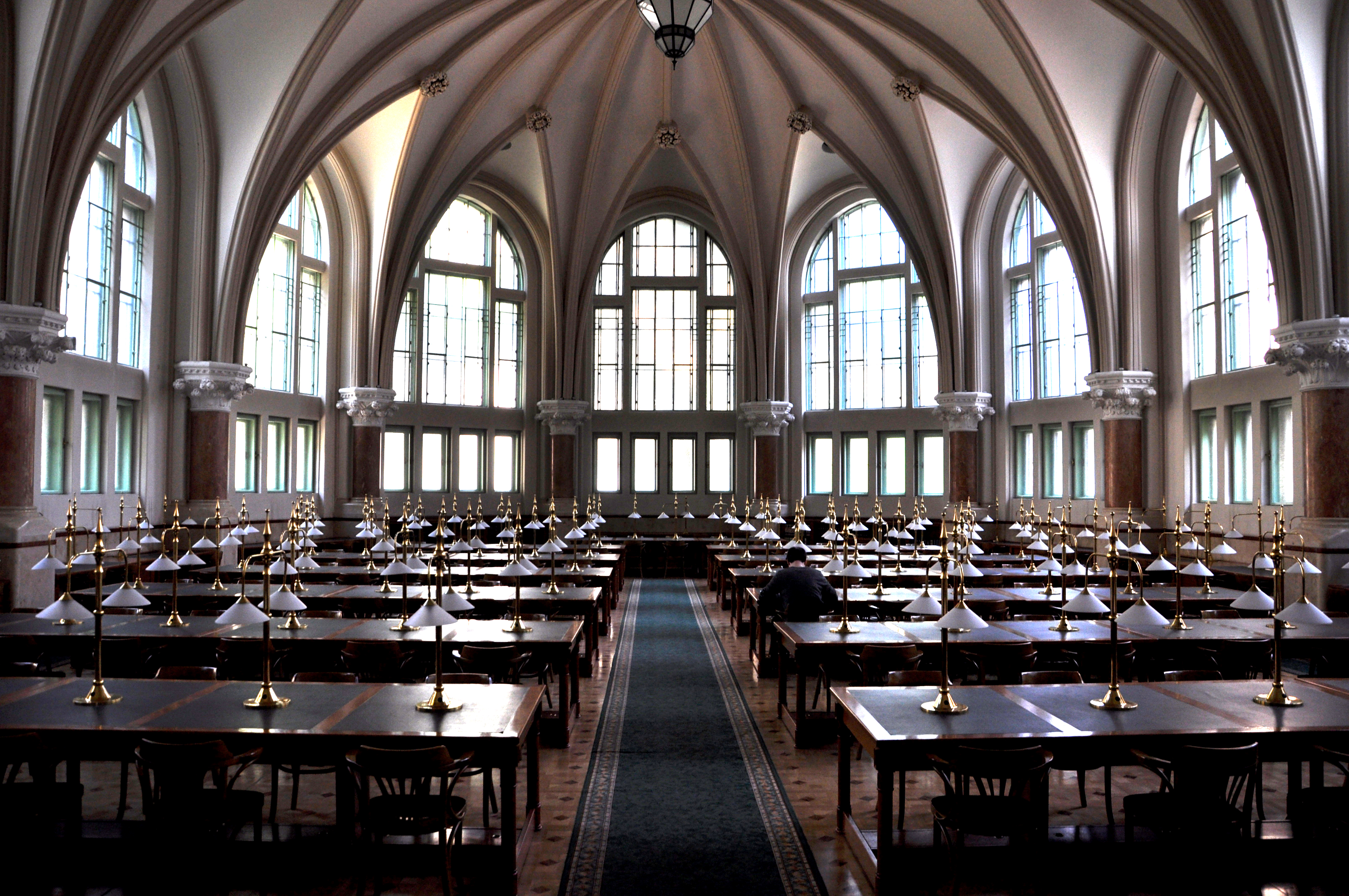
A BME Központi Könyvtárának olvasóterme

Igazgatósága alatt a Műszaki Egyetem összes tanszéki könyvtárát újraleltározták, állományukat korszerűsítették.
1963-ban elvégezték a teljes könyvtári állomány revízióját. 1965 végére befejeződött a teljes könyvtári anyag (105 206 kötet) átleltározása. A Művelődésügyi Minisztérium 132/1965/M.K.10/M.M. számú utasításának megfelelően megalakult a BME (Budapesti Műszaki Egyetem) és az ÉKME (Építőipari és Közlekedési Műszaki Egyetem) közös könyvtári tanácsa. Megszervezték az első évfolyam hallgatóinak rendszeres könyvtárhasználati oktatása, több karon kötelező jelleggel megkezdték a szakirodalmi ismeretek kutatásának és használatának szervezett oktatását. 1964-től rendszeresen kiadták a Felsőoktatási Szakirodalmi Tájékoztató sorozat Műszaki és Természettudományok köteteit, 1967-től az európai műszaki egyetemek és főiskolák szakosítási rendjéről szóló kiadványokat, és a Budapesti Műszaki Egyetem Központi Könyvtárának Évkönyveit. Az épület előcsarnokában könyv- és dokumentumkiállításokat szerveztek.
1965-ben a Művelődésügyi Minisztérium 53.319/1965.VII.c. sz. utasítása alapján a BME Központi Könyvtárának le kellett mondania Eötvös József hagyatékának legnagyobb részéről, melyet a minisztérium „profilidegennek” minősített, és az MTA Irodalomtörténeti Intézetének adott át. Az Eötvös-hagyaték a BME könyvtár féltve őrzött értéke volt, mivel Eötvöst tekintik az egyetemi könyvtár megalapítójának. (1848-ban Eötvös József vallás- és közoktatási miniszter az akkori József Ipartanoda javára öt kötetből álló könyvadományt tett, ez lett a könyvtár magja, a leltár első öt tétele. Később végrendeletében Eötvös a Műegyetem Könyvtárára hagyományozta egész könyvgyűjteményét, ennek megbontása a végrendelkező akaratával ellentétesen történt).
Az 1970-es évek elején a könyvtári épület alagsori részeiben új raktárakat alakítottak ki, de a férőhely hiánya miatt 1976-tól megkezdődött az állomány szervezett „apasztása”, a nem használt, elavult tankönyvek példányszámának csökkentése.
Az Egyetemi Tanács 1971. május 10-i ülésén döntöttek az Egyetemi Levéltár létrehozásáról. 1972-ben megalakult a Központi Könyvtár Levéltári részlege, megkezdődött az addig begyűjtött dokumentumok rendezése. 1975-ben megjelent az Egyetemi Levéltár anyagát (1960-ig) bemutató repertórium. 1984-ben a levéltár az egyetem újonnan épült Z épületébe költözött.
1971-ben jelent meg Móra László (1914-2009) könyvtáros „A műegyetemi könyvtár története” című műve, mely az 1848–1948 közötti száz év történetét dolgozza fel. 1979-ben Héberger Károly szerkesztésében elkészült „A Műegyetem története” című nyolckötetes monográfia, melynek szerzői Héberger Károly, Szabadváry Ferenc, Szögi László, Végh Ferenc és Zádor Mihály voltak. A korabeli cenzúra (a „lektori vélemény”) azonban nem javasolta a mű megjelenését, ezért abból csak húsz számozott, belső terjesztésű példány készült el.

## Főbb művei, cikkei
Könyvtár, szakirodalom-kutatás, módszertan
- A levelező oktatás módszertani kérdései (Bp., 1955);
- Ľ’enseignement supérieur en Hongrie (Bp., 1966); (franciául)
- Az oktatás módszerei (Arz Gusztávval, Bp., 1967);
- Az informatika szerepe a szakemberképzésben (Bp., 1971);
- (1975) „A könyvtárhasználat és a szakirodalomkutatás oktatása a Budapesti Műszaki Egyetemen”. Tudományos és Műszaki Tájékoztatás (könyvtár és információtudományi szakfolyóirat) 22 (10-11), 755-758. o. [2021. április 12-i dátummal az eredetiből archiválva]. (Hozzáférés: 2021. július 31.)
- A jövő könyvtárai: trendek és prognózisok (Bp., 1977).
- Fejezetek az informatikából (1978)
- A Műegyetem története, 1782-1967 (1979), társszerzőként
- A Budapesti Műszaki Egyetem 200 éves (1981, 1985)
- (1982) „Per tangentem: Aggódunk!”. Tudományos és Műszaki Tájékoztatás (könyvtár és információtudományi szakfolyóirat) 29 (6). (Hozzáférés: 2019. október 28.)

Gépgyártástechnológia szakterületen
- A gazdaságos sorozatnagyság számítási módszerei és bibliográfiája (társszerző Cserhalmi György, Bp., 1965);
- Gépipari minőségellenőrzés bibliográfiája (társszerzőkkel, Bp., 1967);
- A gépgyártás technológiája, egyetemi tankönyv (1981)
- A fémipari anyag- és gyártásismeret oktatásának módszertana (1984, 1985)
- Gépgyártástervezési példatár (1984, 1986, 1989), társszerzőként (Angyal Béla szerk.)[9]
- (1965) „Felülvizsgálatok a műszaki egyetemi könyvtárakban (társszerző Móra László)” 12 (5-6), 446-454. o. [2019. október 28-i dátummal az eredetiből archiválva]. (Hozzáférés: 2019. október 28.)

## Kapcsolódó információk
- Tudósnaptár. Héberger Károly. tudosnaptar.kfki.hu. (Hozzáférés: 2019. október 25.)
- Móra László: A műegyetemi könyvtár története, Budapest, 1971.
- (1984) „Héberger Károly (1925-1984)”. Tudományos és Műszaki Tájékoztatás (könyvtár és információtudományi szakfolyóirat) 31 (11). (Hozzáférés: 2019. október 28.)
- Héberger Károly (nekrológ), Felsőoktatási Szemle, 1984. 12. sz.
- Végh Ferenc: Héberger Károly (nekrológ), Könyvtári Figyelő, 1985. 1. sz.